# Ecuaciones del test de Linpack
El test de LINPACK, desarrollado por Jack J. Dongarra del Argonne National Laboratory de los Estados Unidos, se ha convertido, en los últimos años, en la prueba de referencia para medir la eficiencia de sistemas informáticos dedicados esencialmente al cálculo científico y técnico, es decir a procesos de tratamiento numérico.
Es, de todas las pruebas conocidas, la que se ha aplicado a un mayor número de sistema y el citado ArgonneNational Laboratory publica periódicamente tablas que comprenden alrededor de 100 sistemas, desdesuperordenadores vectoriales, hasta ordenadores personales o estaciones de trabajo, tablas que se actualizan, al menos trimestralmente.
La prueba consiste en la resolución de un sistema, denso y aleatorio, de 100 ecuaciones lineales con 100 incógnitas, utilizando subrutinas FORTRAN de los paquetes Linpack y Blas. El tiempo de ejecución -tiempo de Unidad Central- se divide por el número de operaciones (adiciones y multiplicaciones) en coma flotante (Flops), para dar una medida de la potencia de cálculo del sistema, evaluada en Mflops/s
La importancia y significación de este test, para los sistemas dedicados a la computación, se debe fundamentalmente a las siguientes características:
Proporciona una métrica -Mflops/s- que, a diferencia de otras como MIPS o Whetstones/s, es independiente de la arquitectura y de la configuración del sistema y depende sólo del proceso numérico a realizar.
Es una medida "real", obtenida a partir de una prueba y no a partir de características teóricas del fabricante, como tiempos de ciclo, tamaño de memoria "cache", etc.
Al ser una prueba realizada con un programa FORTRAN, incluye una medida de la eficiencia del compilador, por lo que es una medida no sólo de la capacidad de la Unidad Central, sino de todo el sistema, para procesos como los de cálculo numérico cuya limitación fundamental es la potencia de UCP, pero que son programados en su práctica totalidad en lenguaje FORTRAN.
No es una prueba sintética, sino un programa de utilización masiva en todos los campos de la ciencia y de la técnica. Aunque los resultados de comparar diferentes sistemas dependen en gran medida del programa de prueba, especialmente en el caso de computadores vectoriales o con alto grado de paralelismo, análisis intensivos de programas reales de utilización frecuente en diversos dominios de la ciencia y de la ingeniería -desde análisis de estructuras hasta química cuántica- permitieron determinar que las operaciones elementales más frecuentes y responsables de la mayor parte del tiempo consumido, eran análogas a la operación, en el test de LINPACK.
En todo caso, esta prueba puede considerarse como una indicación orientativa de la potencia de un sistema, pero no debe ser usada para efectuar -sobre su única base- un proceso de selección de sistemas. Aunque puede, y probablemente debe, formar parte de un paquete de pruebas que simule la carga de trabajo en un entorno dado.

## Aplicación
Adquisiciones de sistemas informáticos para aplicaciones científicas y técnicas.
- Datos: Q60968775